# あみ印食品工業
あみ印食品工業株式会社（あみじるししょくひんこうぎょう）は、東京都に本社を置く食品メーカーである。生産・物流拠点は北関東に置かれている。「炒飯の素」「冷し中華スープ」で知られる。

## 沿革
- 1952年 - 創業。
- 1957年 - 「炒飯の素」発売[1]。
- 1972年頃 - シューストリングタイプのポテトチップスがヒット商品となった。北海道士幌町と小清水町に工場を開設したが、2年ほどで撤退。小清水工場はカルビーが取得、明治製菓は工場所有者の士幌農協と提携してポテトチップス事業に参入した[2]。
- 1977年 - 株式会社として設立される。
- 2018年3月 - 酒類販売業者カクヤスの持株会社であるSKYグループは、あみ印食品工業の事業を継承する新法人を設立。新法人の名称は「あみ印食品工業」で、事業所や役職員はそのまま引き継がれるため事業内容に大きな変更は生じない[3]。

## 取扱商品

### 家庭用
中華調味料
- 炒飯の素 -あみ印食品工業を代表する歴史的商品。発売から60年以上経つ元祖炒飯の素
- 炒飯の素カレンダー
- 炒飯の素プレミアム
- 冷し中華スープ - 冷やし中華を全国に広めたといわれる、炒飯の素に続く商品。
- 中華スープ
- 天目肉焼のたれ
- 四川風麻婆豆腐の素（カレンダータイプ）

その他加工調味料
- うどんスープ
- おでんの素
- しょうがスープ
- 野菜ブイヨン

### 業務用
醤油ラーメンスープ
- スペシャルラーメンスープ1.8L
- しょうゆラーメンスープ3.15kg
- あごだし和風らーめんスープ1kg
- 屋台風醤油ラーメンスープ1kg
- 老舗の醤油1kg
- 煮干醤油ラーメンスープ1kg
- ピリ辛スープ1L

味噌ラーメンスープ
- 札幌みそラーメンスープ3.3kg
- 白みそラーメンスープ3.3kg
- 老舗の味噌1kg

塩ラーメンスープ
- 塩ラーメンスープ（タンメン）3.15kg、1.8L
- 地鶏風塩らーめんスープ1kg

豚骨ラーメンスープ
- 博多ラーメンスープ（白湯）3.3kg
- コクうま豚骨醤油ラーメンスープ1kg

その他
- 二代目鶏白湯スープ1kg
- 担担麺スープ（2019年3月発売）

冷し中華スープ・つけ麺スープ
- 冷中華スープ金印1.8L
- 黒酢冷中華スープ1.8L
- 老舗のざる中華スープ1.8L
- つけ麺魚介豚骨スープ1kg
- 胡麻辛懐石1kg
- まぜそばのたれ1kg（2019年3月発売）

ガラスープ
- 濃縮がらエキチキン230g（常温タイプ）
- 濃縮がらエキスミックス230g（常温タイプ）
- 天目ミックスガラスープ810g

中華調味料
- 四川麻辣麻婆豆腐ソース1L
- 麻婆豆腐ソース1L
- 棒々鶏ソース1L
- 回鍋肉ソース1L
- 青椒肉絲ソース1L
- 海老チリソース1L
- 酢豚ソース1L
- 辛味噌ジャン1kg
- 豆板醤1kg

肉用調味料
- 天目肉焼きのたれ2.25kg
- 肉焼きのたれ2.25kg
- すき焼のたれ2.25kg
- 焼鳥たれ2.25kg
- 天心生姜焼のたれ2.25kg
- 天心焼鳥のたれ2.25kg
- 天心肉焼のたれ2.25kg
- から揚げにかけるたれ1Ｌ（2023年5月発売）

和風たれ
- うなぎたれ2.25kg
- 丼たれ1.8L

めんつゆ・和風だし
- 特選めんつゆ1.8L
- ざるそばつゆ1.8L
- 鰹だし（液体）1.8L

洋風調味料
- ビーフコンソメ1kg
- トマトスープ1kg

その他加工調味料
- ゲソ1ｋｇ
- 焼そばベース1.8L

### 小袋
小袋冷し中華スープ
- 冷し中華スープ（レモン）40ml
- 冷し中華スープ（フレッシュ）50ml
- 冷し中華スープ（Big)80ml
- 中華亭冷し中華スープ80ml

小袋ラーメンスープ
- 中華スープE-20
- 中華亭ラーメンスープ醤油味
- タンメンスープ
- あごだし和風ラーメンスープ（小袋）
- 屋台風醤油ラーメンスープ（小袋）
- 地鶏風塩ラーメンスープ（小袋）
- 煮干醤油ラーメンスープ（小袋）
- 担担麺スープ（小袋）
- まぜそばのたれ（小袋）

小袋めんつゆ・その他
- なべやきうどんつゆ
- 焼そばソース10g

## 製造拠点
- つくば工場 茨城県下妻市高道祖柏山315-3
- 埼玉工場 埼玉県北葛飾郡杉戸町大字並塚1351

## 関連記事
- 鉄人28号 - ニッポン放送におけるラジオドラマ（1958年）での1社提供を務めた。